# Stiffkey
Stiffkey – wieś w Anglii, w hrabstwie Norfolk, w dystrykcie North Norfolk. Leży 44 km na północny zachód od Norwich i 176 km na północny wschód od Londynu. Miejscowość liczy 223 mieszkańców.